# Микша, Бранко
Бранко Микша (хорв. Branko Mikša) — хорватский политик, министр торговли в 1992 году, министр туризма и торговли (1992—1993), мэр Загреба (1993—1996).

## Деятельность на посту мэра Загреба
В то время, когда Бранко Микша был мэром, в Загребе построили «Importanne centar» и гостиницу «Sheraton». Были отремонтированы площади Анте Старчевича, Петара Прерадовича и короля Томислова в Дони-граде, был реконструирован Медведград.
В 1997—1998 годах Микша был президентом Хорватского футбольного союза.